# Centrale idroelettrica di Kachovka
La centrale idroelettrica di Kachovka era una centrale elettrica fluviale sul fiume Dnepr a Nova Kachovka, in Ucraina. Kachovka è una città portuale situata sulla riva meridionale dell'omonimo bacino idrico. Lo scopo principale della diga era la produzione di energia idroelettrica, l'irrigazione e la navigazione. Era la sesta e ultima diga della cascata del Dnepr.
La diga e la relativa centrale idroelettrica sono state gravemente danneggiate la notte del 6 giugno 2023 durante l'invasione russa dell'Ucraina.
Il personale della centrale idroelettrica di Kachovka era di 241 persone (al 2015).

## Diga
Alla diga era associata una chiusa e una centrale elettrica con una capacità installata di 357 MW. L'acqua del bacino idrico di Kachovka veniva inviata attraverso il canale della Crimea settentrionale e il canale Dnepr-Kryvyj Rih per irrigare vaste aree dell'Ucraina meridionale e della Crimea settentrionale. La costruzione della diga iniziò nel settembre 1950 e l'ultimo generatore fu messo in servizio nell'ottobre 1956. È gestito da Ukrhydroenerho.
Il danneggiamento della diga, avvenuta il 6 giugno 2023, ha causato vasti allagamenti in vari insediamenti della regione di Cherson, compresa la città di Kachovka.